# Peter Pirsch & Sons Company

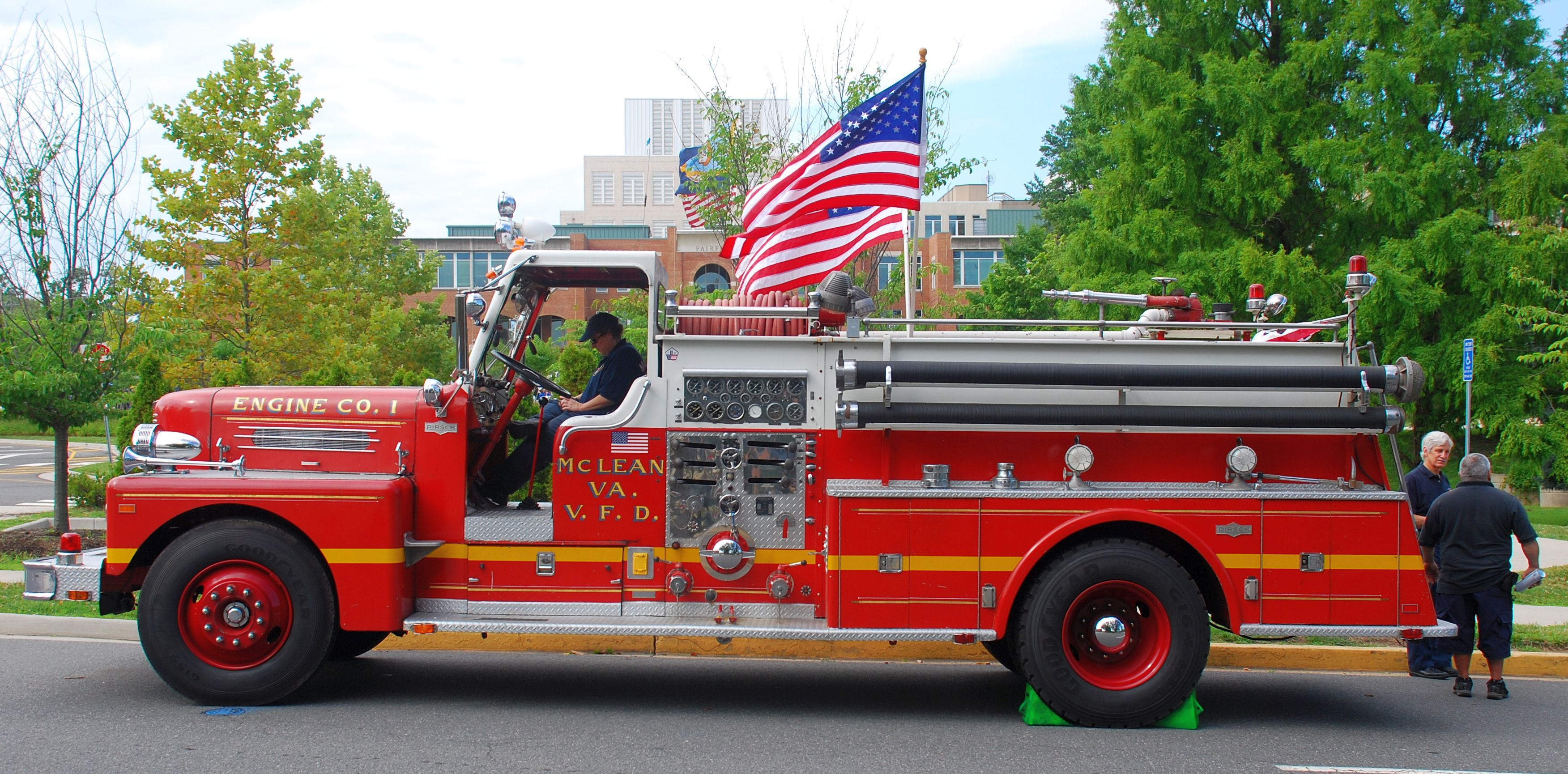
Feuerwehrfahrzeug von Peter Pirsch

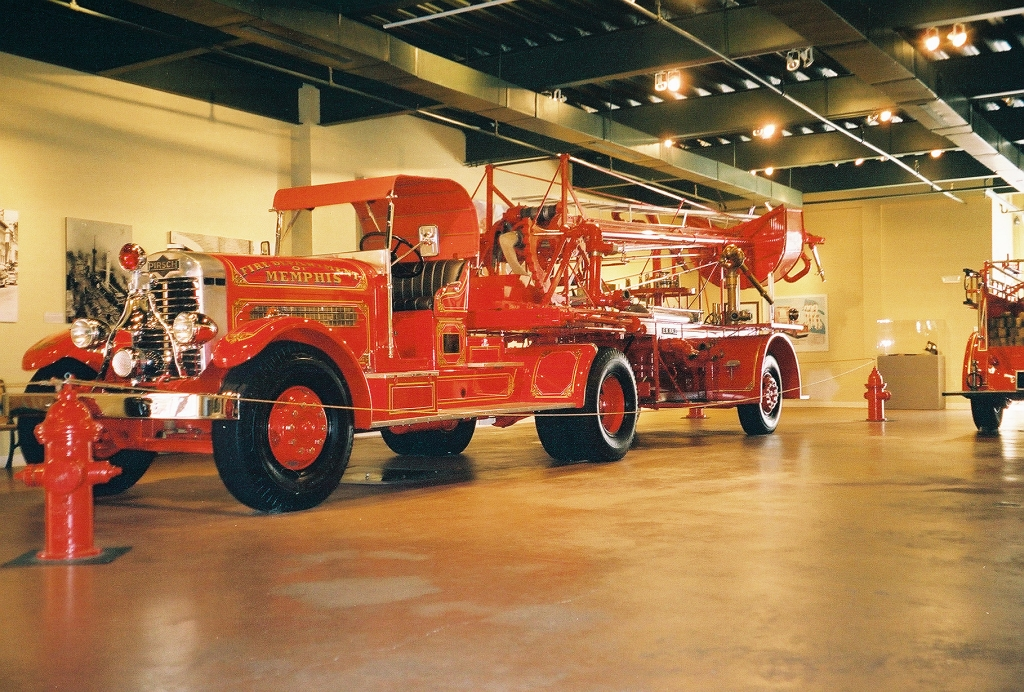
Feuerwehrfahrzeug von Peter Pirsch

Peter Pirsch & Sons Company war ein US-amerikanischer Hersteller von Nutzfahrzeugen.

## Unternehmensgeschichte
Das Unternehmen wurde 1900 in Kenosha in Wisconsin gegründet. Peter Pirsch leitete es in frühen Jahren. 1926 begann die Produktion von Feuerwehrfahrzeugen. Der Markenname lautete Peter Pirsch, allerdings findet sich auch die Kurzform Pirsch. Andrew Sale, Urenkel des Gründers, leitete das Unternehmen ab 1978. 
Für die Zeit um 1981 sind jährlich etwa 100 Fahrzeuge überliefert. 1988 endete die Produktion.

## Fahrzeuge
Die ersten Fahrzeuge hatten Sechszylindermotoren von Waukesha Engines. Etwa ab 1931 stellte Peter Pirsch die meisten Fahrgestelle selber her. Nur gelegentlich wurden einige zugekauft, wie 1933 von Sterling, 1936 von International Harvester und 1937 von Diamond T. Über viele Jahre wurden Führerhäuser von General Motors bezogen. In den 1930er und 1940er Jahren kamen die Motoren häufig von Hercules und Waukesha. Für die letzten Jahre sind auch Dieselmotoren überliefert.